# Serjania triquetra
Serjania triquetra är en kinesträdsväxtart som beskrevs av Ludwig Radlkofer. Serjania triquetra ingår i släktet Serjania och familjen kinesträdsväxter. Inga underarter finns listade i Catalogue of Life.